# Giovanni Pietro Dal Toso

Wappen von Giovanni Pietro Dal Toso

Giovanni Pietro Dal Toso (* 6. Oktober 1964 in Vicenza, Italien) ist ein italienischer römisch-katholischer Geistlicher, ehemaliger Kurienerzbischof und Diplomat des Heiligen Stuhls.

## Leben
Giovanni Pietro Dal Toso wurde in Vicenza geboren, wuchs aber in Leifers in Südtirol auf. Er empfing am 24. Juni 1989 das Sakrament der Priesterweihe für das Bistum Bozen-Brixen.
Papst Benedikt XVI. ernannte ihn am 22. Juni 2010 zum Sekretär des Päpstlichen Rates „Cor Unum“.
Am 9. November 2017 ernannte ihn Papst Franziskus zum beigeordneten Sekretär der Kongregation für die Evangelisierung der Völker mit der besonderen Berufung zum Präsidenten der Päpstlichen Missionswerke und zum Titularerzbischof pro hac vice von Foratiana. Der Kardinalpräfekt der Kongregation für die Evangelisierung der Völker, Fernando Filoni, spendete ihm am 16. Dezember desselben Jahres die Bischofsweihe. Mitkonsekratoren waren der Bischof von Bozen-Brixen, Ivo Muser, und der emeritierte Präsident des Päpstlichen Rates „Cor Unum“, Paul Josef Kardinal Cordes.
Als beigeordneter Sekretär des Dikasteriums für die Evangelisierung und als Präsident der Päpstlichen Missionswerke wurde er am 3. Dezember 2022 von Erzbischof Emilio Nappa abgelöst.
Papst Franziskus ernannte ihn am 21. Januar 2023 zum Apostolischen Nuntius in Jordanien und am 17. Februar desselben Jahres zudem zum Apostolischen Nuntius in Zypern.